# Golm (Potsdam)
Golm (von Kulm, auch in westslawisch chelm „Hügel“, vergleiche polnisch Chełm) ist ein westlich gelegener Ortsteil von Potsdam. Er beherbergt unter anderem einen Komplex der Universität Potsdam, mehrere Institute der Max-Planck- und der Fraunhofer-Gesellschaft sowie in der Havelland-Kaserne, die sich bis in die Gemarkung Eiche erstreckt, das Landeskommando Brandenburg der Bundeswehr. Der Ortsname bezieht sich wahrscheinlich auf den 68 m ü. NN hohen Reiherberg, an dem der Dorfkern liegt.

## Geografie
Der Ortsteil grenzt im Norden an die Potsdamer Ortsteile Grube und Bornim, im Osten an den Potsdamer Ortsteil Eiche, im Süden an Wildpark-West, das zum Ortsteil Geltow der Gemeinde Schwielowsee gehört, und im Westen an den Großen Zernsee.
Im Südosten Golms liegt der Wohnplatz Kuhfort am Wildpark Potsdam. Westlich davon findet sich die Niederung des Golmer Luchs.

## Geschichte

### Entwicklung seit dem 9. Jahrhundert
Auf slawische Siedler des 9. bis 11. Jahrhunderts geht der Ortsname zurück, der so viel wie Hügel bedeutet. Im 11. bis 12. Jahrhundert wanderten dann deutsche Siedler zu. Die älteste urkundliche Erwähnung Golms stammt aus dem Jahr 1289. Im Jahr 1685 ließen sich in Golm und Umgebung Schweizer Landwirte nieder und beeinflussten die Entwicklung nachhaltig.
Am Ostrand der Gemarkung wurden in den 1930er Jahren für die Luftnachrichtenabteilung des Oberbefehlshabers der Luftwaffe mehrere Gebäude errichtet. In der Feldmeisterschule war zudem der Reichsmusikzug des Reichsarbeitsdienstes unter Leitung von Herms Niel stationiert.
Zu DDR-Zeiten zog in den südöstlichen Teil (zum Kuhforter Damm hin) die Nationale Volksarmee ein – dort befindet sich heute die Bundeswehr –, in den nordwestlichen Teil (zum heutigen Bahnhof hin) die Hochschule des Ministeriums für Staatssicherheit, heute Teil der Universität Potsdam.
Im östlichen Teil von Golm gab es auch Bohrungen nach Erdgas, die einige hundert Meter in die Erde reichten.
Von 1948 bis 1993 befand sich in der Nähe der Rundfunksender Golm für Mittelwelle. Die Sendeleistung betrug 20 kW. Dafür wurde 1948 aus dem Material der Türme der Funkstelle Rehmate ein 100 Meter hoher Holzturm gebaut, der an vier Auslegern die Sendeantennen trug (Vertikalreuse). Später wurde dieser Turm durch zwei 51 Meter hohe Stahlmasten (selbststrahlend, Marconiantenne mit kapazitiver Dachlast und Verlängerungsspule, eine Betriebsantenne, eine Ersatzantenne) ersetzt. Am 25. Oktober 1979 wurde der Holzturm wegen Baufälligkeit gesprengt. Seit dem 27. Oktober 1953, dem Tag der Sprengung des Holzturms des Senders Wiederau bei Leipzig, dürfte er das höchste Bauwerk aus Holz in der DDR gewesen sein.

### Verwaltungszugehörigkeit
Golm war eine Gemeinde des Kreises Osthavelland. Am 1. August 1935 wurde der Ort in den Stadtkreis Potsdam umgegliedert. Am 25. Juli 1952 wurde er aus Potsdam ausgegliedert. Er bildete mit dem Nachbarort Eiche zusammen die neue Gemeinde Eiche-Golm im Kreis Potsdam-Land. Am 1. Januar 1962 trennte sich Golm von Eiche und wurde wieder selbstständig. Schließlich wurde Golm am 26. Oktober 2003 nach Protesten nach Potsdam eingemeindet. Die Mehrheit der Einwohner und der Gemeinderat befürworteten den Anschluss an Werder (Havel).

## Politik

### Wappen
Das Wappen wurde vom Heraldiker Frank Diemar gestaltet und zeigt einen Reiher auf einer kleinen Erhöhung stehend, auf grünem Grund, ein redendes Element für den Reiherberg.

### Bürgermeister
Bis 2017 war Marcus Krause (SPD, jetzt DIE LINKE) Ortsvorsteher von Golm. Nach dessen Rücktritt wurde 2018 Saskia Ludwig (CDU) zur Ortsvorsteherin gewählt. Seit Juni 2019 ist Kathleen Knier (parteilos) Ortsvorsteherin in Golm.

## Wissenschaft

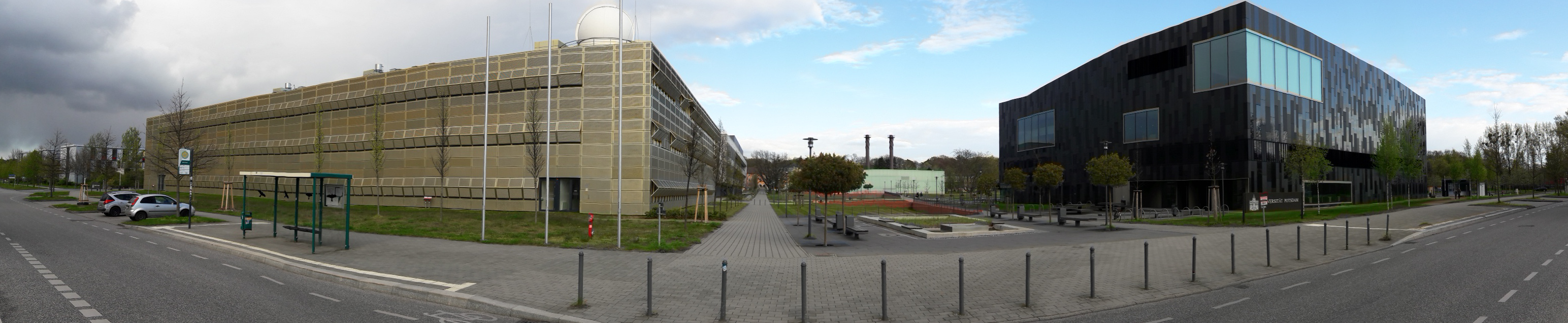
Campus Golm der Universität Potsdam

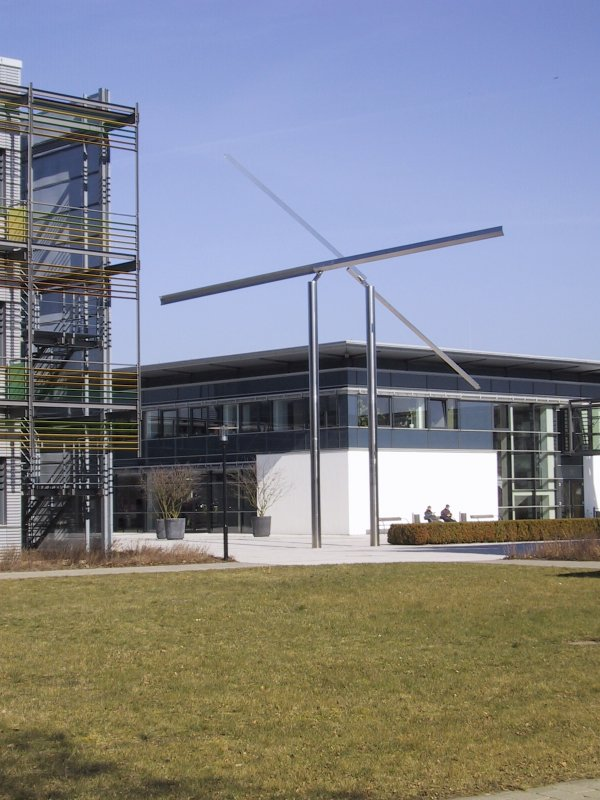
Campus der Max-Planck-Institute im Wissenschaftspark Golm

Der Ortsteil Golm beherbergt einen großen Wissenschaftsstandort des Landes Brandenburgs mit zahlreichen wissenschaftlichen Instituten. Der zunächst als Wissenschaftspark Golm bekannte Standort trägt seit 2019 den Namen Potsdam Science Park. Im Wissenschaftspark sind insgesamt über 2.700 Menschen, darunter 145 Professorinnen und Professoren sowie 450 internationale Forschende, beschäftigt und schätzungsweise 9.000 Studierende aktiv. Der Wissenschaftscampus umfasst auf einer Fläche von 50 Hektar folgende wissenschaftliche Einrichtungen:
- Campus Golm der Universität Potsdam – mit der humanwissenschaftlichen und der mathematisch-naturwissenschaftlichen Fakultät
- Fraunhofer-Institut für Angewandte Polymerforschung (IAP)
- Fraunhofer-Institut für Zelltherapie und Immunologie,
- Institutsteil Bioanalytik und Bioprozesse (Fraunhofer IZI-BB)
- GO:IN Golm Innovationszentrum[8]
- Max-Planck-Institut für Gravitationsphysik (Albert-Einstein-Institut)
- Max-Planck-Institut für Kolloid- und Grenzflächenforschung
- Max-Planck-Institut für Molekulare Pflanzenphysiologie
- Brandenburgisches Landeshauptarchiv

Das Standortmanagement für den Potsdam Science Park liegt bei der Standortmanagement Golm GmbH, deren Gesellschafter die Landeshauptstadt Potsdam und die Universität Potsdam sind.
Vor der Wende war an der Juristischen Hochschule des Ministeriums für Staatssicherheit (MfS) in Golm ein Lehrstuhl für Operative Psychologie eingerichtet worden, der nach Auflösung der MfS keinen Bestand hatte.

## Bauwerke
Unterhalb des Reiherbergs stehen die alte Dorfkirche und die am 24. Juli 1886 eingeweihte neue Dorfkirche. Die alte Dorfkirche ist ein einfacher Saalbau mit gerundetem Chorschluss. Der ursprüngliche Bau wurde vermutlich im 13. Jahrhundert errichtet, jedoch mehrfach überformt. Im 18. Jahrhundert erhielt die Kirche den heutigen schlichten barocken Turm, die mittelalterlichen Fensteröffnungen wurden zugemauert und durch größere Fenster ersetzt. Sie gilt als das älteste Gebäude in Potsdam. Die neue Dorfkirche wurde nach Kaiser Friedrich III., ihrem Förderer, benannt, der noch als Kronprinz den Bau der Kirche gemeinsam mit seiner Ehefrau Victoria unterstützte. Gleich neben dieser neugotischen Kirche steht die „Storchenbank“, von der man Störche auf einem gegenüber der Straße gelegenen Horst beobachten kann.

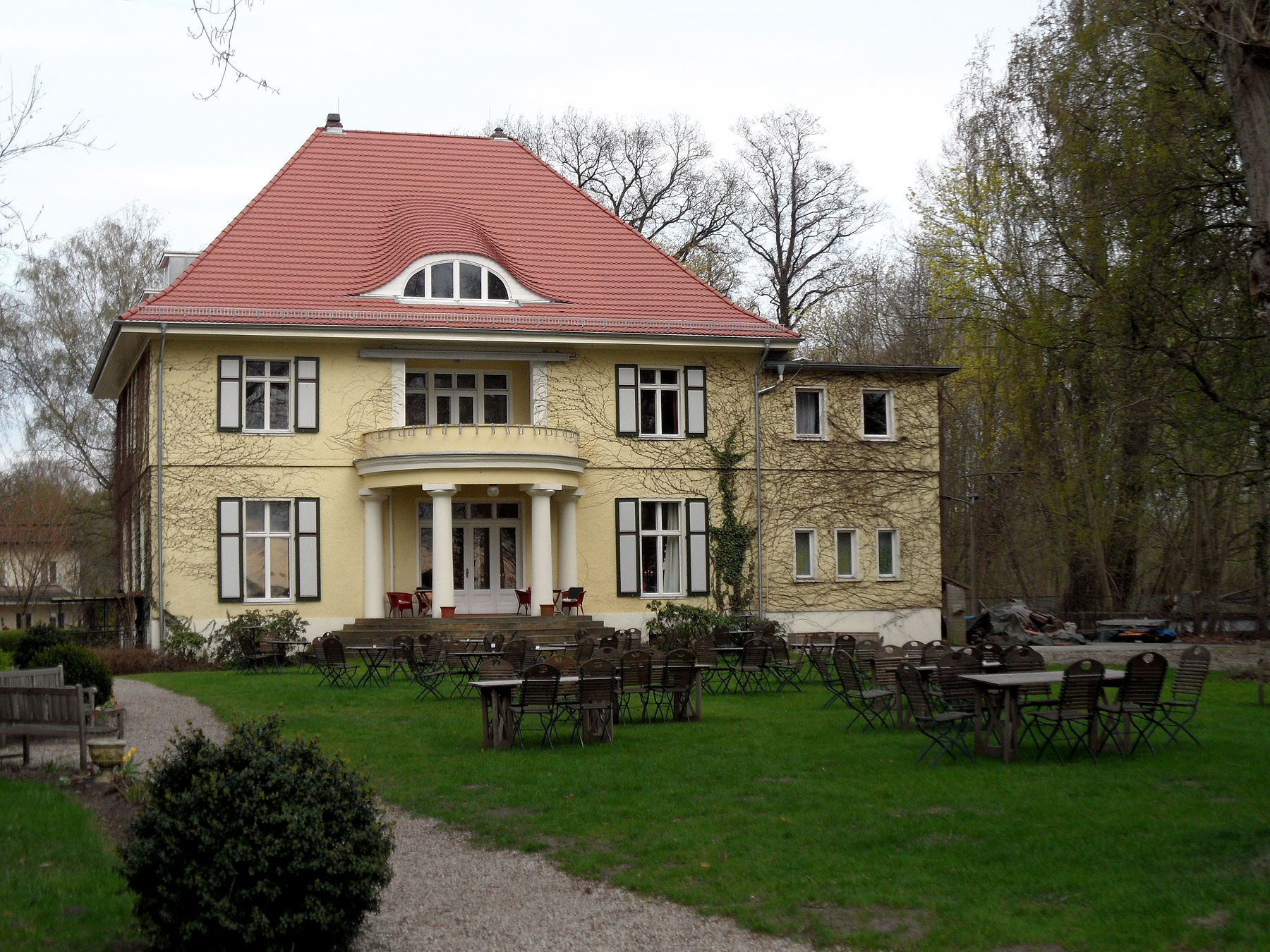
Schloss Golm, Seeseite (2012)

Am Großen Zernsee liegt das Gut Golm, in dessen Herrenhaus (genannt Schloss Golm) sich bereits vor 1945 UFA-Filmstars von den Dreharbeiten erholten. Vor der Wende nutzte das Reichsbahnausbesserungswerk Delitzsch das Gebäude als Ferienlager für Kinder im Alter von 9 bis 12 Jahren. Erbaut wurde das Herrenhaus zwischen 1912 und 1914 im Auftrag von Niuta von dem Bottlenberg. Die Musikerinnen Cora und Swetlana von dem Bottlenberg betreiben seit Mitte der 1990er Jahre darin ein Hotel.
Der Kleine Entenfängerteich im Süden des Ortsgebiets, etwa zwei Kilometer vom Ort entfernt, war eine der ältesten Entenfanganlagen in Deutschland. Ihre Reste stehen unter Denkmalschutz.

## Eisenbahn

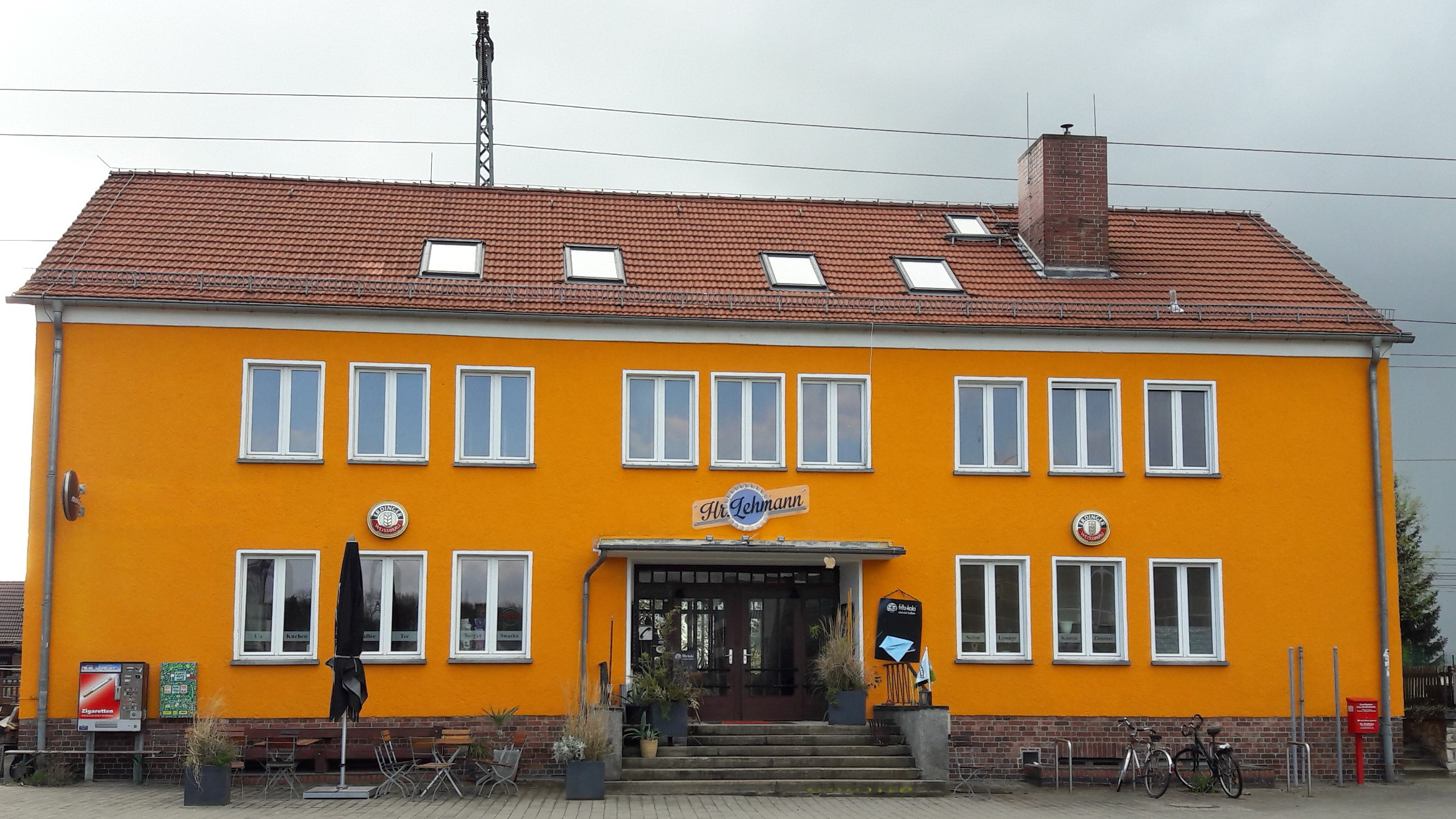
Renoviertes ehemaliges Bahnhofsgebäude

Seit 1846 führt die Bahnstrecke Berlin–Magdeburg durch die Gemarkung Golm, eine Betriebsstelle im Ort gab es jedoch nie. Eine kleinere, in den 1910er und 1920er Jahren bestehende Industrieanlage, die sich im Bereich des späteren Gut Schloss Golm befand, wurde über ein Anschlussgleis mit der Strecke Potsdam–Werder (Havel) verbunden. Diese Anschlussbahn existiert nicht mehr, ist auf Karten aber teilweise noch als Feldweg zu erkennen.
Die 1902 eröffnete Bahnstrecke Jüterbog–Nauen als Teil der Umgehungsbahn führt gleichfalls durch Golm und hier wurde, zunächst als einfacher Haltepunkt, der Bahnhof Golm errichtet. Die Strecke war ursprünglich eine eingleisige Nebenbahn. Beim Bau des Berliner Außenringes in den 1950er Jahren wurde die Strecke ausgebaut, darunter der Haltepunkt zum echten Bahnhof. Er hat Regionalbahnanschluss auf den Linien von Potsdam nach Hennigsdorf und über Wustermark und Berlin-Spandau nach Berlin-Gesundbrunnen. Die Bahnhofsanlagen wurden 2008 umgebaut und die Bahnsteige nach Norden verlegt. Seit 2011 wurden die Züge zwischen Potsdam und Flughafen Schönefeld bzw. Königs Wusterhausen über Golm geführt, wobei der Zug in Golm Kopf macht. Seit dem 30. Oktober 2020 fährt der RB 22 von Golm nach Königs Wusterhausen über den Bahnhof Flughafen BER.

## Übergriffe
In jüngerer Zeit häufen sich immer wieder Übergriffe in Golm. Dies führte zu Berichterstattung und öffentlicher Aufmerksamkeit. So gab es mehrere Angriffe durch Rechtsextreme. Nach tätlichen Angriffen auf Studierende forderte die Universität Potsdam Maßnahmen gegen gewalttätige Jugendliche, die immer wieder am Campus Golm in Erscheinung treten. Inzwischen häufen sich rechtsextreme Straftaten. So wurden beispielsweise im Februar 2023 zwei Männer aus queer- und transfeindlichen Motiven geschlagen. Es folgten Übergriffe auf Studierende auf dem Campus Golm.
Anfang September 2024 wurde beim Golmer Dorffest ein 41-Jähriger Festbesucher zusammengeschlagen und mit schweren Verletzungen ins Krankenhaus eingeliefert, nachdem er eine Gruppe junger Männer darum bat, mit ausländerfeindlichen Gesängen aufzuhören.